# Hohn (Bad Bocklet)

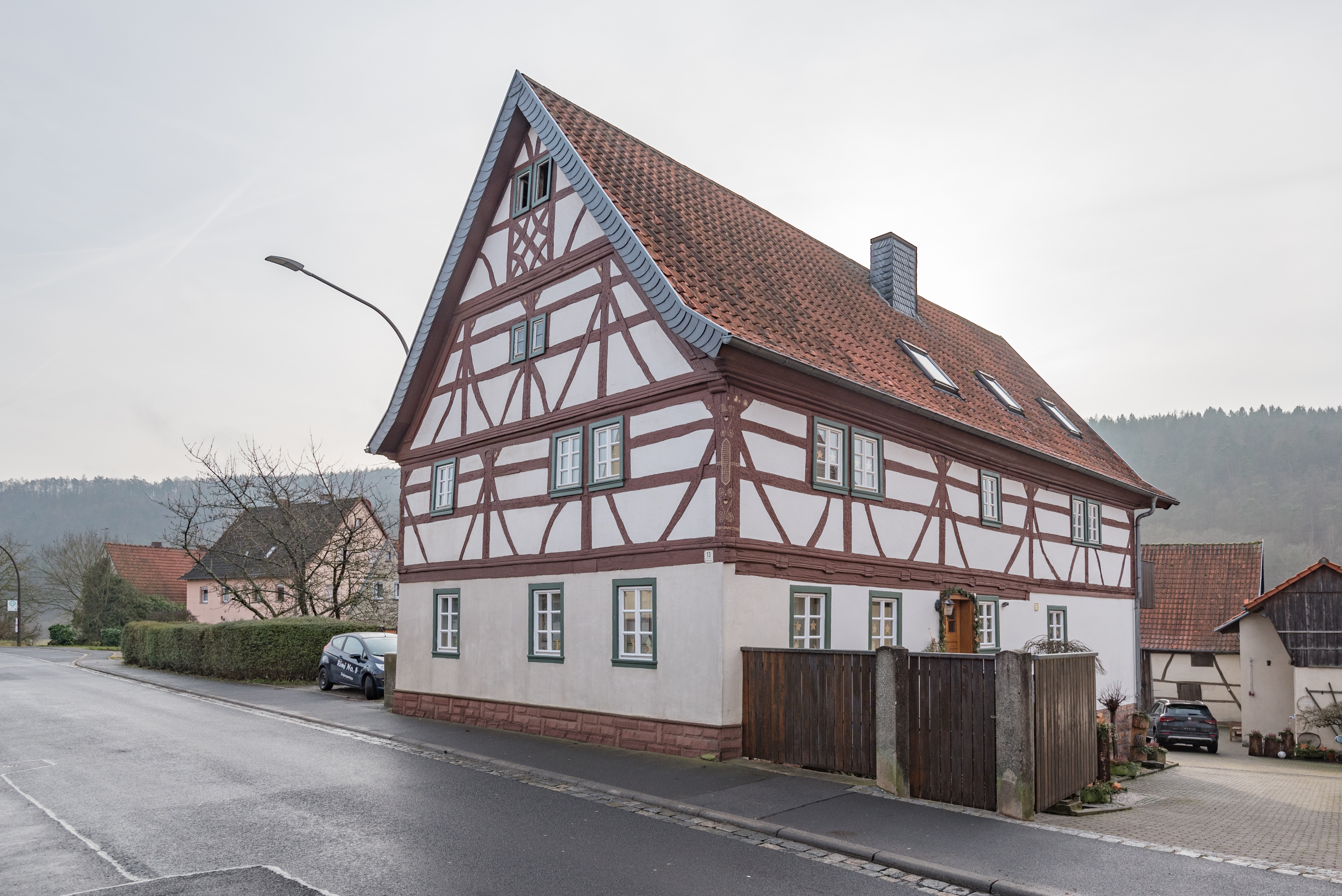
Wohnstallhaus in Hohn

 Hohn ist ein Gemeindeteil des Marktes Bad Bocklet im unterfränkischen Landkreis Bad Kissingen in Bayern.

## Geographische Lage
Das Dorf Hohn liegt nördlich von Bad Bocklet. Die von Bad Bocklet kommende und Hohn durchquerende Staatsstraße 2292 führt nordostwärts zum Bad Bockleter Gemeindeteil Steinach.

## Geschichte
Die Ursprünge des Ortes Hohn sind unklar.
Die Erwähnung eines „Hoheim“ in einer Schenkungsurkunde eines Altcarl an das Kloster Fulda aus dem Jahr 864 bezieht sich wahrscheinlich wohl auf ein kleines Dorf nahe Römhild. W. Engel zufolge ist Hohn stattdessen im Jahr 1150 als „Hoheim“ nachgewiesen, als Abt Marquard von Fulda Hohn und weitere Orte der Propstei Thulba zuwies.
Der Ortsname „Hohn“ war in der Frühzeit des Ortes zahlreichen Änderungen unterworfen. So wird der Ort beispielsweise in den Jahren 1344 und 1345 in den Münnerstädter Deutschordenslisten als „Hone“ und „Heyne“ erwähnt.
Im Jahr 1302 ging der Ort an das Kloster Aura; im Jahr 1401 wurde er in einem Kaufvertrag zwischen den Brüdern Johann und Dietz von Bibra sowie dem Würzburger Bischof Johann I. von Egloffstein erwähnt. Im Jahr 1424 wurde Hohn als Lehen an Bastian von der Thann verpfändet. Im Jahr 1436 ging der Ort an Wilhelm von Bibra sowie im Jahr 1440 wieder an Bastian von der Thanns Sohn zurück. Nachdem die Amtskeller von  Aschach Einnahmerückgänge zu beklagen hatten, weil Hohn die Entrichtung von Abgaben wie dem Weidgeld verweigert hatte, führte Fürstbischof Julius Echter von Mespelbrunn in den Jahren 1573 und 1574 die Einlösung der Pfandschaft durch.
Seelsorgerisch wurde Hohn von der Pfarrei Steinach betreut.
Am 1. Januar 1972 schloss sich die bis dahin selbstständige Gemeinde Hohn dem Markt Steinach an der Saale an. Am 1. Mai 1978 wurde Steinach mit seinen Gemeindeteilen im Zuge der Gemeindegebietsreform nach Bad Bocklet eingegliedert.